# Stade Orășenesc
Le stade Orășenesc (en russe : Городской стадион) est un stade de football moldave basé à Rîbnița en Transnistrie.
Ce stade de 2 000 places accueille les matches à domicile du FC Iskra-Stal Rîbnița, club évoluant dans le championnat de Moldavie de football.